# Roland Minnerath
Roland Minnerath (* 27. listopadu 1946, Sarreguemines, Departement Moselle) je francouzský římskokatolický kněz a arcibiskup.

## Život
Od 13. února 2004 dijonský arcibiskup. V roce 2022 byl emeritován z důvodu dosažení kanonického věku, jeho nástupcem se stal Mons. Antoine Hérouard.